# Hugo I de Champaña

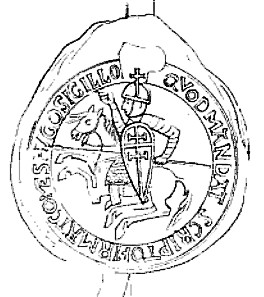
Sello

Hugo ( c. 1074 - c. 1125) fue conde de Champaña desde 1093 hasta su muerte.
Hugo fue el tercer hijo de Teobaldo III de Blois y Adela de Valois, llevando el título de conde de Bar-sur-Aube. Su hermano mayor, Odo IV de Troyes, murió en 1093, dejándole como Señor de Troyes, donde estableció su corte, Bar-sur-Aube y Vitry-le-François. De esta forma, los tres territorios que formaban el núcleo de la emergente Champaña fueron unidas en su persona y, aunque prefería el título de Conde de Troyes, muchos de los documentos de época le denominan conde de Champaña, título preferido por sus descendientes.
Su primer documento conservado, una donación monástica en 1094, es el documento más antiguo del archivo condal. Sin embargo, su decisión más relevante históricamente fue la concesión de tierras en 1115 a Bernardo, fundador de la orden benedictina reformada en Cîteaux —los cistercienses— para fundar la abadía de Claraval, un monasterio cisterciense en la actual Ville-sous- la-Ferté, en el salvaje valle de un afluente del Aube, del que Bernardo fue nombrado abad pasando a ser conocido como Bernardo de Claraval. La donación de Hugo incluye la entrega de Claraval y sus dependencias, campos, prados, viñedos, bosques y agua. Sobrevive una carta profundamente afectuosa de Bernardo a Hugo, escrita en 1125, cuando Hugo partió por tercera vez a luchar en Tierra Santa como Templario, dejando a su esposa embarazada y desheredando a su hijo Odón ya que, según fuentes posteriores, Hugo se creía impotente y nunca reconoció a su hijo. Transfirió sus títulos a su sobrino, el futuro Teobaldo II de Champaña  Los dos hijos de Odón, Odón II de Champlitte y Guillermo de Champlitte, fueron figuras importantes en la Cuarta Cruzada.
Hugo estuvo casado con Constanza,hija de Felipe I de Francia y Berta de Holanda. Su único hijo, llamado Manasés, murió joven. Después, contrajo matrimonio con la segunda Isabel, hija de Esteban I de Borgoña y sobrina del Papa Calixto II y tuvieron descendencia:
- Eudes/Odón I, casado con Sibylle de La Ferté-sur-L'Aube y tuvo dos hijos:
  - Odón II de Champlitte murió en 1204, uno de los líderes de la IV Cruzada.
  - Guillermo I (1160 - 1209), príncipe de Acaya y fundador del Principado.

Cuando Hugo entró en el Temple en 1125, la Orden estaba compuesta por poco más de una docena de caballeros, y el primer Gran Maestre de los Templarios fue un vasallo suyo, Hugues de Payens, con el que había estado en Jerusalén en 1114.Mientras estaba en el reino de Jerusalén, Hugo es mencionado junto al rey Balduino II en dos documentos, pero no hay rastro de él después de 1130.
Hugo también fue el generoso mecenas de las abadías de Montieramey y de Molesme, otorgando subvenciones desde su castillo de Isle-Aumont, al sur de Troyes. En una carta enviada por el obispo de Chartres, Ivo de Chartres (Carta CCCXLV), este le recuerda sus obligaciones matrimoniales, tal vez para disuadirlo de hacer votos de continencia.